# AlloCiné
AlloCiné es una organización de servicio que proporciona información sobre el cine francés, está centrada especialmente en la promoción de novedades y brinda información de las películas en DVD. Fue fundada inicialmente como servicio telefónico y posteriormente se convirtió en un portal de internet que ofrece información, tiene un acceso rápido y cubre todas las películas que se han distribuido en Francia. En 2005, comenzó a cubrir también las series de televisión. AlloCiné inició sus operaciones en 1993, su sede corporativa se encuentra en París.